# سید یونس عرفانی
سید یونس عرفانی، از روحانیون شیعه ایران (زاده ۱۳۱۳) در روستای شیرآباد شهرستان تالش از استان گیلان است. وی در سمت‌های عضو مرکزی جامعه روحانیت مبارز تهران، رئیس کمیته منطقه ۸ انقلاب اسلامی، نماینده اولین دوره مجلس شورای اسلامی شهرستان طوالش فعالیت داشته‌است.

## تحصیلات
تحصیلات ابتدایی را در روستای شیر آباد در مکتب خانه انجام داد. برای ادامه تحصیلات به شهر اردبیل رفت و در رشته ادبیات به تحصیل پرداخت. برای تحصیلات تکمیلی به شهر قم مهاجرت نمود. از استادان وی می‌توان به سید حسین طباطبایی بروجردی، و روح‌الله موسوی خمینی، نام برد. سید یونس عرفانی با تحصیل در حوزه علمیه قم با بسیاری از بزرگان آشنا شد. دوستی و ارتباط با علما و روحانیون ایرانی و خارجی که در شهر قم تحصیل یا تردد می‌کردند باعث شناخته شدن عرفانی در بیشتر کشورهای اسلامی شد

## فعالیت‌های قبل از انقلاب
سخنرانی در دانشگاه الازهر مصر و مباحثه با علما و روحانیون شیعه و اهل تسنن از فعالیت‌های او بود. همراهی و همکاری با امام موسی صدر رهبر شیعیان لبنان و رهبر جنبش آمل اسلامی، شرکت در موتمرهای اسلامی کشورهای سوریه، پاکستان، عراق، مصر و دیگر فعالیت‌های اجتماعی و فرهنگی ایشان در کارنامه ایشان قبل از انقلاب اسلامی ثبت است.

## فعالیت‌های بعد از انقلاب
عضو جامعه روحانیت مبارز
رئیس کمیته منطقه ۸ انقلاب اسلامی
سید یونش عرفانی در اولین دوره مجلس شورای اسلامی با کسب ۷۱٫۶۰ درصد آراء از کل ۳۹٬۱۴۵ رای موفق به حضور در مجلس شورای اسلامی شد

## درگذشت
سانحه رانندگی هنگام عزیمت به شهرستان طوالش